# Нафтовик Борислава (газета)
«Нафтовик Борислава» — регіональне видання міста Борислава, громадсько-політична та галузева газета, народний часопис. Виходить друком із 21 лютого 1940 року. 

## Історія

### Радянський період
Газета заснована як друкований орган місцевого самоврядування міста Борислава. Перший номер газети вийшов друком 21 лютого 1940 року.
Номери газети поширювалися основному по Дрогобицькій області, а після її ліквідації і по Львівській. Також номери поширювалися за межами СРСР серед української діаспори, переважно вихідцями з Борислава та його околиць.

### Сьогодення
На сьогодні «Нафтовик Борислава» є єдиною міською газетою в Бориславі та виходить друком двічі на тиждень (у середу та п’ятницю). Також до 2022 року активно діяв сайт газети, на якому  публікувалися свіжі новини міста й світу.
Окрему групу читачів газети становлять працівники нафтової промисловості. Для них газета регулярно висвітлює новини галузі і публікує інтерв’ю з ветеранами та науковцями галузі.
Власником і головним редактором газети є Петро Магур.